# Aclytia petraea
Aclytia petraea är en fjärilsart som beskrevs av William Schaus 1892. Aclytia petraea ingår i släktet Aclytia och familjen björnspinnare. Inga underarter finns listade i Catalogue of Life.